# Trzebno
Trzebno (kasz. Jezoro Trzebno) – jezioro na Pojezierzu Kaszubskim w powiecie kartuskim (województwo pomorskie). Przez jezioro leżące na obszarze Kaszubskiego Parku Krajobrazowego przepływa Radunia, która jest swoistym łącznikiem jeziora z „Kółkiem Raduńskim”.
Ogólna powierzchnia: 2,6 ha, długość: 0,9 km, szerokość: 300 m, maksymalna głębokość: 4,5 m.